# デロリアン・モーター・カンパニー (テキサス州)
デロリアン・モーターズ・リイマジンドLLC（DeLorean Motors Reimagined LLC; 商号はデロリアン・モーターズ・カンパニーまたはDMC）は、1995年に設立されたアメリカ合衆国テキサス州アンブルに所在する企業である。
1995年、リヴァプール生まれの整備士スティーヴン・ウィンが「デロリアン・モーター・カンパニー」という名称を使用した新会社を設立し、直後にスポーツカー「デロリアン」の残存する全部品を取得した。
同車を生産した1975年設立の旧デロリアン・モーター・カンパニーとは資本的な繋がりを持たないものの、整備・レストア・NOS（ニュー・オールド・ストック、長期保管の新品）やOEM、アフターマーケットおよび交換部品の販売を通して、デロリアンの所有者を支えている。フロリダ州オーランドとイリノイ州クリスタルレイクに2つの公認ディーラーを持ち、カリフォルニア州ハンティントンビーチにも社有店舗を持つ。
2022年、デロリアンに着想を得た新型EVデロリアンの生産に入っていることを発表した。同年5月、EVクーペ「アルファ5」とプロトタイプを公開した。
このような経緯から、旧デロリアン・モーター・カンパニーの様式化された「DMC」ロゴ商標の権利も取得しており、映画『バック・トゥ・ザ・フューチャー』を製作したNBCユニバーサルも、2020年からデロリアンに関する権利使用料を支払っている。